# 84 (číslo)
Osmdesát čtyři je přirozené číslo. Následuje po číslu osmdesát tři a předchází číslu osmdesát pět. Řadová číslovka je osmdesátý čtvrtý nebo čtyřiaosmdesátý. Římskými číslicemi se zapisuje LXXXIV.

## Matematika
Osmdesát čtyři je
- abundantní číslo
- nepříznivé číslo.
- v desítkové soustavě nešťastné číslo
- přestupné číslo

## Chemie
- 84 je atomové číslo polonia; stabilní izotop s tímto neutronovým číslem mají 3 prvky (cer, neodym, samarium); a nukleonové číslo nejběžnějšího izotopu kryptonu a také nejméně běžného přírodního a zároveň nejlehčího stabilního izotopu stroncia[1]

## Ostatní
- +84 je mezinárodní telefonní předvolba Vietnamu

## Roky
- 84
- 84 př. n. l.